# III. Magnus norvég király
III. Magnus Olafsson vagy Csupaszlábú Magnus (norvégül: Magnus Berrføtt), (1073 – 1103. augusztus 24.) norvég király 1093-tól haláláig.
III. Olaf norvég király törvénytelen fiaként született. Édesapja halála után 20 éves korában lépett a trónra közösen unokatestvérével, Haakon Magnussonnal, de az utóbbi a következő évben el is hunyt. 
1098-ban hadjáratot indított a Hebridákra, és a Man-szigetre, amikor pedig a walesiek segítséget kértek tőle a normannok ellen, megtámadta Anglesey szigetét, legyőzte Hugh of Chester és Hugh of Shrewsbury normann earlöket. Röviddel trónra lépése után Svédország ellen is támadást indított, de 1101-ben békét kötött I. Inge svéd király, és feleségül vette a leányát. 1102-ben újabb hadjáratot vezetett a Hebridákra, az Orkney-szigetekre és a Man-szigetre. Orkney hercege 1468-ig elismerte Norvégia fennhatóságát, és a terület egyházszervezetileg a norvég egyház része lett. Magnust a Nyugati-szigetekre vezetett expedíción, Írországban ölték meg, amikor élelmet próbált szerezni.

## Gyermekei
Magnus 1101-ben házasodott meg Svédországi Margittal, I. Inge svéd király leányával, de házasságukból nem született gyermek. Magnusnak viszont volt hat törvénytelen gyermeke:
- Eystein (1088 – 1123. augusztus 29.)
- Sigurd (1089 – 1130. március 26.)
- Olaf (1093 – 1115. december 22.)
- Harald (1094 – 1136. december 14.)
- Ragnhild ∞ Harald Kesja
- Thora (? – 1175) ∞ Loft Saemunsson